# 韃靼裔加拿大人
韃靼裔加拿大人，是指擁有加拿大公民權和居住在加拿大的韃靼人。根據2011年調查，有2,850位加拿大人宣稱祖先是韃靼人。大多數(1,245−2,000人)居住在安大略省的多倫多。
在蒙特利爾，每年也有一個韃靼藝術家團體舉辦薩班推節活動，全加拿大的韃靼人和其他突厥人也參與此聚會。